# Éwé jezik
Éwé jezik (ISO 639-3: ewe; ebwe, efe, eibe, eue, eve, gbe, krepe, krepi, popo, vhe), nigersko-kongoanski jezik kojim govori oko 3.1 milikun ljudi, poglavito u Gani 2 250 000 (2003) i 862 000 u Togu (Vanderaa 1991). U Togu gdje je nacionalni jezik glavna su mu središta Kpalimé i Notsé.
Eve je najzapadniji gbe jezik kojim se služe pripadnici istoimenog naroda Ewe. Ima četiri dijalekta: anglo (anlo), awuna, hudu i kotafoa. Govori ga i 500 000 ljudi kao drugi jezik. Uči se u osnovnim i srednjim školama; novine, radio programi.

## Glasovi
40: ph b tDh dD kh g kp gb tDs dDz P B f v "s "z H 9 m "n nj N "l i i~ e e~ E E~ a a~ O O~ o o~ u u~ j r_[ gA

## Vanjske poveznice
- Ethnologue (14th)
- Ethnologue (15th)